# Kutrahalli, Shikarpur
Kutrahalli là một làng thuộc tehsil Shikarpur, huyện Shimoga, bang Karnataka, Ấn Độ.